# Cercetașii României
L'organisation nationale Cercetașii României (ONCR) est l'organisation principale de scoutisme en Roumanie. Elle est présente dans plus de 50 localités. Le 1er décembre 2010, le mouvement se compose de 2 278 membres. En 1993, elle devient membre de l'Organisation mondiale du mouvement scout. La devise du mouvement est Gata Oricând! (adaptation locale du maître-mot « Toujours prêt » de sir Robert Baden-Powell).